# 佳能 EOS-1Ds Mark III
佳能 EOS-1Ds Mark III是一款针对专业摄影人员的全画幅数码单镜反光相机，是佳能 EOS-1Ds Mark II的后续产品，于2007年8月宣布。佳能 EOS-1Ds Mark III具有2,110万像素CMOS感光元件（含14位A/D转换器）、3英寸的液晶显示屏（具有实时取景功能）和双核DIGIC III处理器。能每秒连拍5张。该款相机能进行63区自动测光，拥有19点十字自动对焦系统和EOS集成除尘系统。